# Studierendenwerk Berlin

Logo

Das Studierendenwerk Berlin (Eigenschreibweise: studierendenWERK BERLIN) ist das für 20 Hochschulen und die Charité in Berlin zuständige Studentenwerk und betreut rund 170.000 Studenten. Die größten betreuten Hochschulen sind die Freie Universität Berlin mit rund 40.000, die Humboldt-Universität zu Berlin mit rund 37.000 und die Technische Universität Berlin mit etwa 35.000 Studenten. Seit dem 18. April 2017 trägt die 1973 als Studentenwerk Berlin gegründete Einrichtung den heutigen Namen.

## Geschichte

Logo bis 2017

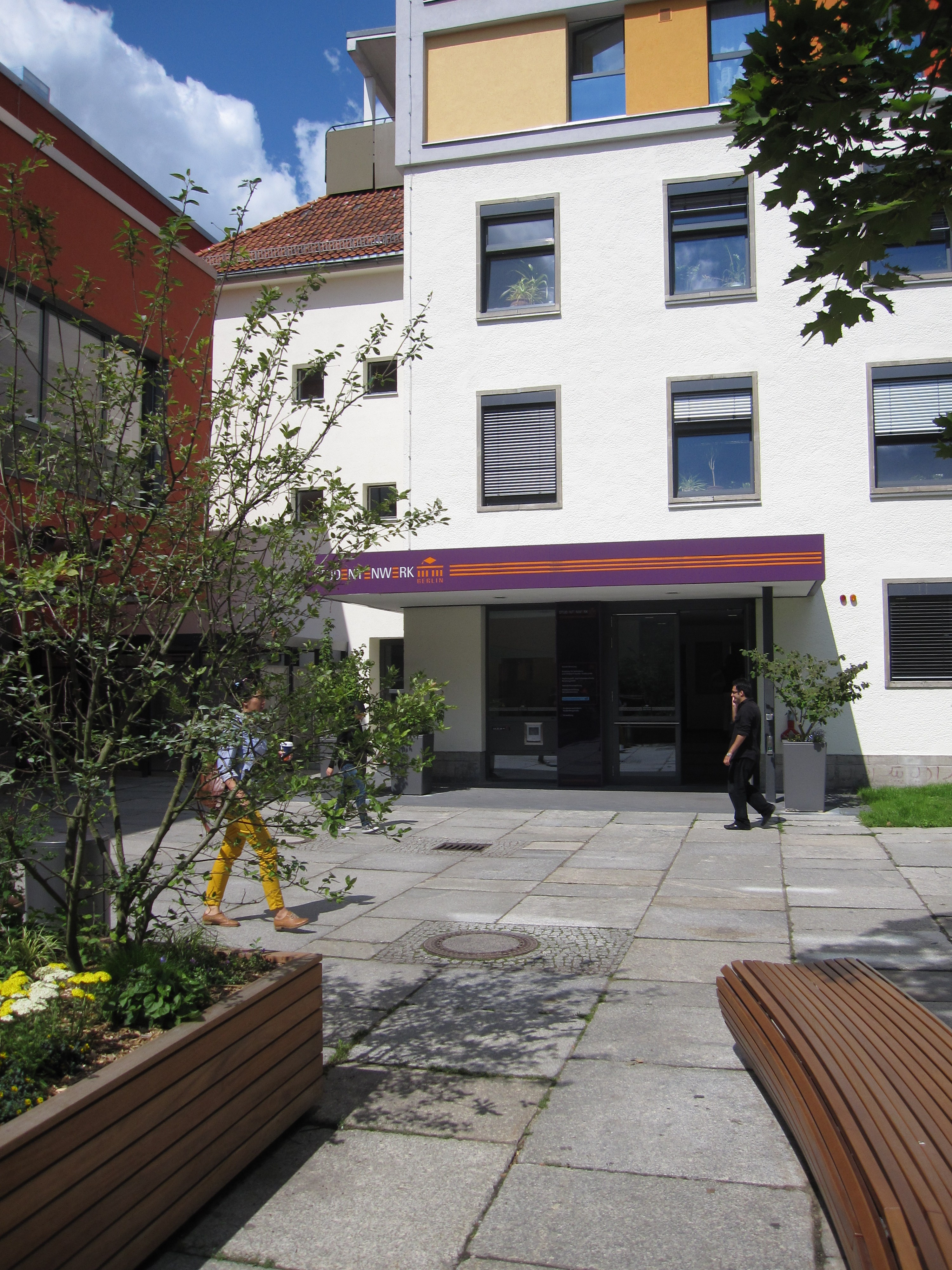
Hauptsitz des Studierendenwerks Berlin in Charlottenburg, vor 2012

Nach dem Ende des Ersten Weltkriegs entstanden an vielen Hochschulorten, so auch in Berlin, verschiedene Selbsthilfevereine, um die wirtschaftliche Situation der Studenten nach dem Ersten Weltkrieg zu verbessern. 1921 schlossen sich die örtlichen Einrichtungen zur Wirtschaftshilfe der Deutschen Studentenschaft (ab 1929: Deutsches Studentenwerk) zusammen, das in der NS-Zeit 1934 in das Reichsstudentenwerk überführt und 1945 von den Alliierten aufgelöst wurde.
Nach dem Zweiten Weltkrieg wurden im Westteil Berlins zunächst das Studentenwerk Charlottenburg e. V. sowie 1948 das Studentenwerk der Freien Universität Berlin e. V. als private Vereine gegründet. Im Zuge der Übernahme hoheitlicher Aufgaben mit dem Bundesausbildungsförderungsgesetz (BAföG) wurde am 1. April 1973 das Studentenwerk Berlin als Anstalt des öffentlichen Rechts gegründet.
Im Ostteil Berlins wurden bis zur deutschen Wiedervereinigung die sozialen Aufgaben durch die Hochschulen selbst wahrgenommen.
2010 wurde das Studierendenwerk Berlin mit dem Integrationspreis für die vorbildliche Beschäftigung schwerbehinderter Menschen im Land Berlin ausgezeichnet. Das Studierendenwerk Berlin ist als familienfreundliches Unternehmen seit 2009 von Hertie-Stiftung im Audit Beruf und Familie zertifiziert, 2013 und 2016 erfolgte die Re-Zertifizierung. 2015 wurden Einrichtungen des Studentenwerks an sechs Standorten nach dem Eco-Management und Audit Scheme zertifiziert.
Die Novelle des Studentenwerksgesetzes vom 25. Februar 2016 (jetzt: Studierendenwerksgesetz) benannte das Studentenwerk Berlin mit Wirkung vom 5. März 2016 um. Seit dem 18. April 2017 trägt die Einrichtung offiziell den Namen „Studierendenwerk Berlin“.

## Aufgaben
Rechtliche Grundlage des Studierendenwerks Berlin ist das Studierendenwerksgesetz vom 18. Dezember 2004 in der Fassung vom 25. Februar 2016.

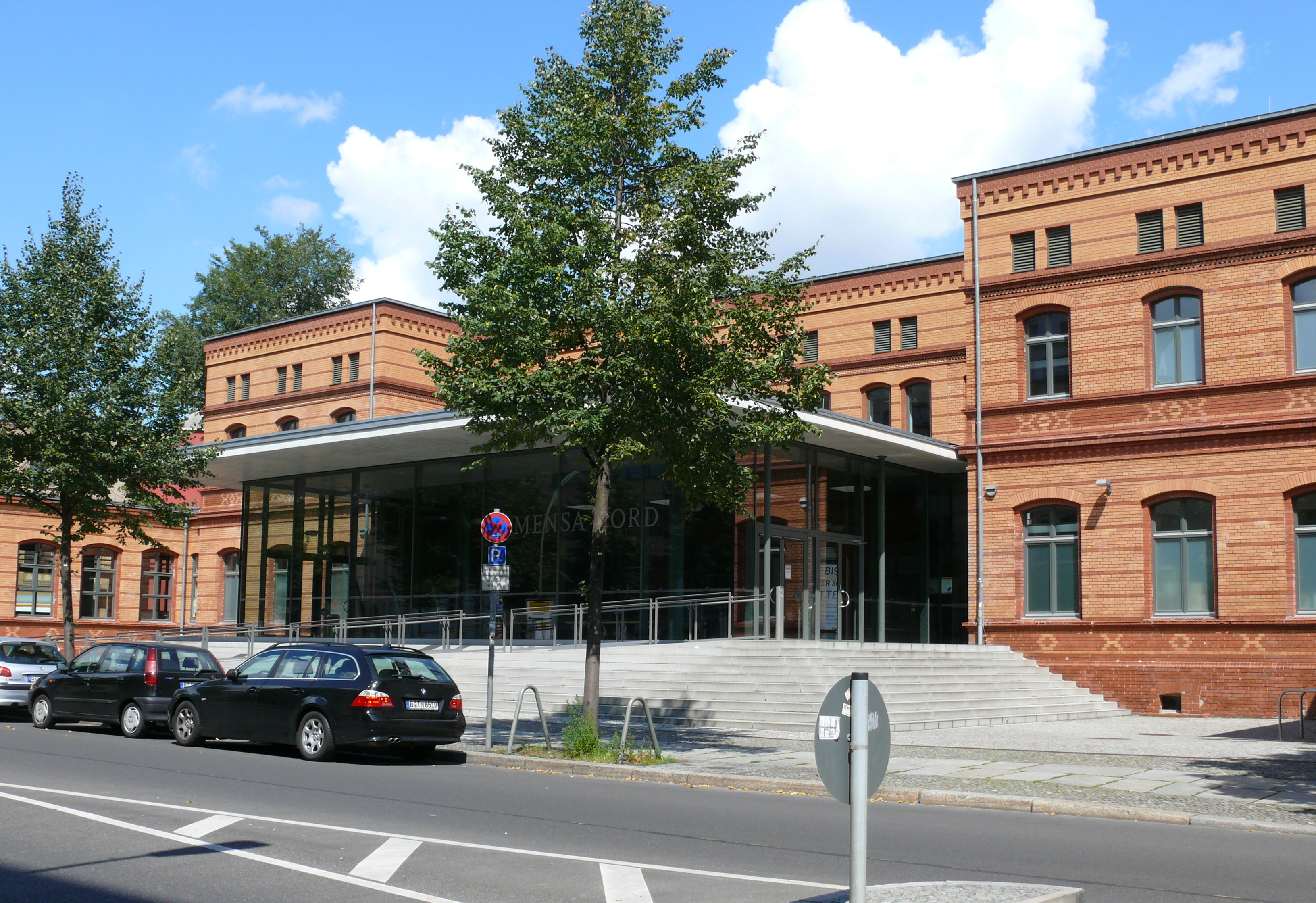
Mensa am Campus Nord der Humboldt-Universität

Zu den Aufgaben des Studierendenwerks Berlin zählen die Bereitstellung von preisgünstiger, studentischer Verpflegung in insgesamt 21 Mensen, 18 Cafeterien und 18 Coffeebars. Darin werden täglich rund 36.500 Gäste versorgt. Ein weiterer Schwerpunkt ist die Wohnraumversorgung für deutsche und insbesondere ausländische Studenten. Das Studierendenwerk betreibt 33 Wohnheime mit 9.378 Plätzen.
Zu den weiteren Tätigkeitsfeldern des Studierendenwerks Berlin zählen die Beratung zu Fragen der Studienfinanzierung und die Bearbeitung von BAföG-Anträgen. Das Studierendenwerk bietet kostenlose soziale Dienstleistungen für Studierende an, wie beispielsweise die Sozialberatung und die psychologisch-psychotherapeutische Beratung. Es bietet außerdem Hilfestellungen für Studenten mit Behinderungen, Studenten aus dem Ausland oder in Notlagen. Zusätzlich betreibt das Studierendenwerk sieben Kindertagesstätten mit 641 Plätzen. Es unterstützt Studenten auch bei der Suche von Nebenjobs. Dafür existierte jahrzehntelang bis Ende 2019 die Jobvermittlung Heinzelmännchen, seit 2020 beteiligt man sich beim Stellenwerk-Portal der Universität Hamburg.
Die Förderung studentischer Kultur ist ein weiteres Arbeitsfeld. Ein Schwerpunkt liegt dabei auf der Betreuung der Studentenclubs in den Studentenwohnheimen, im studentischen Kleinkunstfestival „Mixit – der Kleinkunstabend mit Publikumspreis“, dessen Finale jährlich im Dezember stattfindet, und der Veranstaltungsreihe „Food + Culture“. Darüber hinaus stellt das Studierendenwerk seine Räumlichkeiten für studentische Künstler zur Verfügung (Ausstellungsreihe „podiuMensa“, „ParisXBerlin“). Im Studentenhaus am Steinplatz wird der Veranstaltungsort „Freiraum“ entwickelt und für zahlreiche kulturelle Veranstaltungen (Konzerte des Studentenenwerks-Chores „Unität – Chor für alle“ usw.) genutzt.
Insgesamt 986 Mitarbeiter, davon 390 in Teilzeit, erwirtschaften einen Umsatz von über 49 Millionen Euro jährlich. Neben diesen eigenen Umsätzen finanziert das Unternehmen seine Leistungen vor allem aus studentischen Beiträgen – dem sogenannten Studierendenwerksbeitrag (2016: 51,69 Euro, 2017: 54,09 Euro), der als Teil des Semesterbeitrags von den Hochschulen eingezogen wird – und aus Zuschüssen des Landes Berlin.
Das Studierendenwerk Berlin gibt zweimonatlich das Campus-Magazin Werkblatt heraus.